# Battifredo (torre)

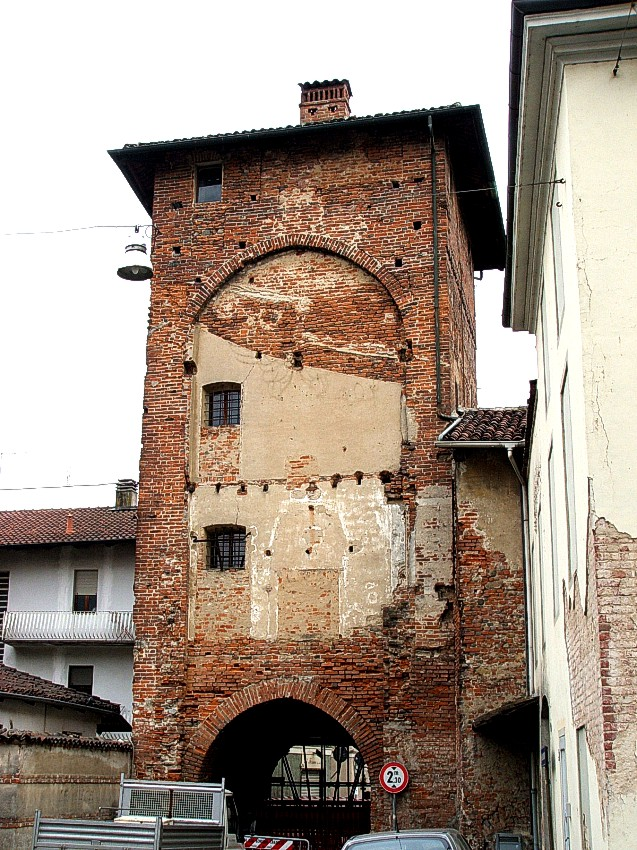
Torre di accesso al ricetto di San Benigno Canavese (TO). L'attuale porta-torre, massicciamente fortificata, rivela la sottostante struttura del battifredo

Il battifredo è una torre d'avvistamento in legno, in uso nel Medioevo presso i villaggi fortificati o ricetti dell'Italia. Permetteva di dominare il terreno circostante l'agglomerato al fine di avvistare il nemico ed a tale scopo era provvisto di una campana per dare l'allarme. Nel corso del XIV secolo, nel più generale contesto della "stabilizzazione" delle strutture difensive tramite rivestimento in pietra delle precedenti impalcature lignee, il battifredo venne spesso riconfigurato in porta-torre di accesso al ricetto caratterizzata però da una spaziosa piattaforma superiore garantente comunque le funzioni di guardia ed ospitante la consueta campana.